# Aprenentatge virtual
L'aprenentatge virtual o aprenentatge en línia o aprenentatge electrònic (en anglès e-learning) és la manera d'accedir al coneixement mitjançant les Tecnologies de la informació i la comunicació (TIC). El que ve a significar no és completament nou, sinó una aplicació més de les TIC (sobretot Internet i el web) a dues coses que ja existien per separat i tendeixen cada dia més a fusionar-se: l'ensenyament a distància i l'ensenyament assistit per ordinador (EAO), en anglès Computer Based Training o CBT.
Dins d'aquestes tecnologies estarien Internet, el multimèdia o els simuladors. D'aquesta manera, s'aconsegueix tenir un alt nivell d'accessibilitat i fa desaparèixer qualsevol barrera espaciotemporal i, com a conseqüència, pot fer arribar els continguts a molta més gent. Per tant, podem parlar d'un concepte flexible i canviant.

## Història
molts autors han vist les Tecnologies de la informació i la comunicació com el futur de la nostra societat. El 1970, Zbigniew Brzezinski ja parlava de la societat tecnotrònica, Alvin Toffer en 1981 va parlar de la societat postindustrial o de la tercera onada, Marshall McLuhan en 1989 de l'era de l'electrònica o del veïnatge (aldea) universal. Jurjo Torres en 1994, pel seu costat, parlava de la societat global i de les repercussions a gran escala que tenien els nous dispositius comunicatius, i Manuel Castells també en 1994 ens parla de la societat informacional o de la societat ara per a caracteritzar la naturalesa d'aquest canvi. Fou més tard, el 2004, quan el mateix Castells va qualificar la plataforma de l'Internet com "la infraestructura tecnològica i el mitjà organitzatiu que permet el desenvolupament d'una sèrie de noves formes de relació social".

## E-learning com a metodologia per a l'ensenyament
- És un sistema d'aprenentatge basat en la web i d'ús creixent no només en l'àmbit educatiu, sinó també en l'àmbit professional i empresarial Arxivat 2018-04-08 a Wayback Machine..
- Facilita la incorporació de nous continguts mitjançant mètodes interactius perquè involucrin a l'estudiant en el desenvolupament del curs.
- Amb l'ús dels serveis d'Internet, es permet el treball i la interacció en grups com en l'ensenyament presencial.
- Es pot compaginar de manera més eficient amb altres responsabilitats laborals i/o socials.
- L'organització dels cursos és més fàcil i més flexible.
- Es poden capacitar més alumnes en menys temps.
- Facilita el manteniment i actualització dels continguts i la seva distribució.
- És un complement eficaç per aquelles activitats que requereixen la presència física.

## Modalitats d'e-learning
L'e-learning és un sistema d'educació electrònic a distància en el qual s'integra l'ús de les tecnologies de la informació i altres elements pedagògics (didàctics) per a la formació, capacitació i ensenyament dels usuaris o estudiants en línia, és a dir, es pot entendre com una modalitat d'aprenentatge dins de l'educació a distància i es defineix com e-learning.
Utilitza eines i mitjans diversos com Internet, intranets, extranets, CD-ROM, produccions multimèdia (Textos, imatges, àudio, vídeo, etc.), entre d'altres. Literalment e-learning és aprenentatge amb mitjans electrònics: ensenyament dirigit per la tecnologia.

### E-learning complet a distància
E-learning és principalment un mitjà electrònic per a l'aprenentatge a distància o virtual, on es pot interaccionar quadrants paradigmes pedagògics amb els professors per mitjà d'Internet. L'usuari pot gestionar els horaris, és un mitjà completament autònom. Constitueix una proposta de formació que contempla la seva implementació predominantment mitjançant Internet, fent ús dels serveis i eines que aquesta tecnologia proveeix. Dins de la modalitat a distància, l'e-learning és una de les opcions que actualment s'utilitza més sovint per atendre la necessitat d'educació contínua o permanent (també anomenada Lifelong Learning). La generació de programes de perfeccionament professional no reglats està en creixement perquè hi ha un reconeixement que els treballadors es capacitin i s'adaptin als nous requeriments productius. L'e-learning, donades les seves característiques i el suport tecnològic que el recolza, es constitueix en una alternativa per aquells que combinen treball i actualització, ja que no és necessari anar a una aula de forma permanent. Segons on es trobin estudiants i instructors, Dan Coldeway va desenvolupar el primer model espaitemps per als models d'educació a distància.
Si l'educació a distància és, des dels seus orígens, una opció per atendre la formació d'adults, l'aprenentatge virtual té l'avantatge que els usuaris trien els seus propis horaris, i poden entrar a la plataforma des de qualsevol lloc on puguin accedir a un ordinador i tinguin connexió a Internet. L'educació virtual dona l'oportunitat que l'estudiant esculli els seus horaris d'estudi, una molt bona opció per a aquells autònoms que treballin i vulguin estudiar en els seus moments lliures. D'altra banda, és important esmentar que l'e-learning és una excel·lent eina que pot ajudar els usuaris no només a aprendre conceptes nous sinó també a consolidar coneixements i habilitats, cosa que augmenta l'autonomia i la motivació dels estudiants per diferents temes.

### Semi-presencial o b-learning
En aquesta modalitat, s'utilitza l'"e-learning" com a recurs per a reduir el grau de presencialitat en el curs.
Cursos bimodals (presencial + virtual): Es combinen les dues modalitats d'ensenyament-aprenentatge. Poden ser de tres tipus, segons el percentatge d'utilització de la tecnologia o la presencialitat.
Ascendent Virtual(superior al 50%): S'incorpora a les classes presencials, un conjunt important de mitjans comunicatius (xats, debats virtuals, videoconferències, etc.) i una varietat d'activitats complementàries, relacionades amb les classes presencials.
Ascendent presencial (50%): Es selecciona un mitjà tecnològic paral·lel o complementari a les classes presencials.
Equilibrat (inferior 50%): En el disseny trobem activitats presencials i virtuals però la incorporació a les classes dels mitjans informàtics, inclou només dos o tres mitjans comunicatius complementaris.

## Aportacions de l'e-learning
- Elimina les barreres físiques: amb l'ús d'e-mails, eines comunicatives per compartir informació, fòrums i xats perquè els participants es comuniquin.
- Alternança entre diversos mètodes d'ensenyament: els alumnes poden treballar de manera individual o formant grups.
- Flexibilitat horària: l'alumne accedeix al curs quan disposa de temps suficient.
- Afavoreix la interacció.
- Genera noves formes de comunicació.
- Disposició de recursos en línia i/o multimèdia.
- Fomenta l'aprenentatge autònom.

Altres avantatges que ofereix la formació en línia són els següents: 
- Immersió pràctica en un entorn Web 2.0.
- Pràctiques en entorns de simulació virtual, difícils d'aconseguir en formació presencial, sense una gran inversió.
- Gestió real del coneixement: intercanvi d'idees, opinions, pràctiques, experiències. Enriquiment col·lectiu del procés d'aprenentatge sense límits geogràfics.
- Actualització constant dels continguts (deducció lògica del punt anterior).
- Reducció de costos (en la majoria dels casos, a nivell metodològic i, sempre, en l'aspecte logístic).
- Es contextualitza l'aprenentatge.[8]

## Plataformes d'e-learning
Una plataforma d'e-learning és una plataforma tecnològica - o LMS de Learning Management System- a una aplicació informàtica que s'usa per a crear, gestionar i distribuir continguts formatius a través de la Web. L'alumnat accedeix a aquesta plataforma mitjançant algun tipus de clau privada. Per consegüent, es tracta d'un espai privat on cadascú disposa de les eines necessàries per a poder aprendre. Aquestes plataformes permeten, a més, fer un millor seguiment dels progressos dels estudiants. Aquesta aplicació resideix en un servidor de pàgines web on es desenvolupen les accions formatives. Un bon complement a aquestes plataformes són els Learning Content Management System - o LCMS - ja que els LMS no són capaços de gestionar continguts. La majoria de LMS porten un LCMS incorporat. L'exemple de referència de LMS+LCMS és Moodle.